# كيسوكي سيكيجوتشي
كيسوكي سيكيجوتشي (باليابانية: 関口 圭亮) (4 نوفمبر 1986 في أوكاياما في اليابان – )؛ هو لاعب كرة قدم ياباني سابق كان يلعب كمهاجم.

## وصلات خارجية
- كيسوكي سيكيجوتشي على موقع رابطة كرة القدم اليابانية للمحترفين (اليابانية)
- كيسوكي سيكيجوتشي على موقع Soccerway.com (الإنجليزية)